# 阿寒農業協同組合
阿寒農業協同組合（あかんのうぎょうきょうどうくみあい、英称：JA Akan ）は北海道釧路市に本所を置く農業協同組合である。略称はJA阿寒。当農協の営業地域は 釧路市の旧音別町を除く一円である。
2017年（平成29年）10月6日、公正取引委員会は、同組合に対し、同組合の行為が、私的独占の禁止及び公正取引の確保に関する法律（独占禁止法）第19条(同法第2条第9項第5号ハ〔優越的地位の濫用〕)の規定の違反につながるおそれがあるものとして注意を行った。

## 概要
2001年（平成13年）に阿寒町、釧路市農協が合併し、阿寒農協が設立される。
阿寒農協は、旧阿寒郡阿寒町に本所があり、住所は釧路市だが、位置的には釧路市市街地から20キロ以上離れた所にある。
主に酪農が主要な地域であり、乳牛と食用牛が生産されている。
また、管内の道の駅である「道の駅阿寒丹頂の里」に直売所「赤いシャッポ」を開設し、農産物・農産加工品の販売を行っている。同名のワインやソフトクリームも人気の商品となっている。

## 事務所の一覧
カッコ内は所在地
- 本所　（釧路市阿寒町北新町1-4-1）
- 釧路支所　（釧路市昭和南3丁目16-19）
- 新橋支所　（釧路市新橋大通1丁目2-20）
- 赤いシャッポ　（釧路市阿寒町上阿寒23線36番1）